# Die Bergretter – Mutterseelenallein
Mutterseelenallein ist eine 90-minütige Episode der deutsch-österreichischen Fernsehserie Die Bergretter des ZDF. Es ist die zweite Episode der siebten Staffel. Regie führte Jorgo Papavassiliou, das Drehbuch schrieb Jens Maria Merz.
Die Erstausstrahlung im ZDF war am Donnerstag, dem 12. November 2015.

## Handlung
Die achtjährige Martha kommt mutterseelenallein und verstört aus dem Wald an eine Hütte, an der die Bergretter Markus und Michael in ihrer Freizeit gerade arbeiten. Sie kann sich nicht erinnern, was passiert ist. Plötzlich klingelt ein Handy, von dem sie auch nicht mehr weiß, woher sie es hat. Am anderen Ende ist Karin Junker aus Salzburg, die ihren Mann sprechen will, dem offensichtlich das Handy gehört, welches Martha bei sich hatte. Es ist daher zu vermuten, dass zwischen Karins Mann Simon und Marthas Mutter Tina eine Verbindung bestehen muss. Anhand von Blutspuren, die sich an Marthas Jacken befanden steht fest, dass dieses Blut von ihrem leiblichen Vater stammt. Da nun beide vermisst werden, macht sich die Bergrettung zunächst mit dem Helikopter auf die Suche. Markus und Toni lassen sich in der Bergen absetzen, um von dort aus zu Fuß bis zu der Hütte weiterzugehen, wo sie Martha gefunden hatten. Da sich Martha teilweise wieder erinnert, kann sie den Bergrettern einige Hinweise geben. Zunächst können sie das Auto finden, das Marthas Eltern auf einem Parkplatz in den Bergen abgestellt hatten. Wanderkarten, die sich im Wagen befinden deuten auf das mögliche Ziel, einer kleinen Kapelle. So kann Marthas Mutter schwer verletzt an einer Felsenwand gefunden werden, von ihrem Vater fehlt jedoch jede Spur. Als der Sonnenuntergang naht, beginnt für das Bergretterteam ein Wettlauf mit der Zeit. Marthas Mutter kann aufgrund einsetzenden Nebels nicht mehr ins Tal geflogen werden, sondern muss über Nacht in den Bergen bleiben. Dr. Verena Auerbach und Sanitäterin Katharina Strasser versorgen die Verletzte so gut sie können, doch stirbt sie letztendlich an ihren schweren inneren Verletzungen.
Am nächsten Morgen gelingt es nach längerer Suche endlich Marthas Vater zu finden. Er war mit Martha aufgebrochen um Hilfe zu holen und dabei selber einen Hang hinuntergestürzt. In einer Felsspalte feststeckend konnte er sich aus eigener Kraft nicht befreien.
Karin Junker muss ernüchternd feststellen, dass Martha die Tochter ihres Mannes ist und dass ihre beste Freundin Tina sie mit ihrem Mann betrogen hatte. Aufgrund der dramatischen Ereignisse beschließen die Junkers Martha zu sich zu nehmen und für sie zu sorgen.
Für Toni ändern sich ebenfalls seine Zukunftspläne, denn Pia macht ihm überraschend einen Heiratsantrag. Weil sie aber wieder zurück nach Triest muss, steht Toni nun vor der schweren Entscheidung, ob er mit seiner Liebe nach Triest geht, oder in Ramsau bleibt. Schließlich entscheidet er sich dazu, Ramsau zu verlassen und für den damit verbundenen Abschied von der Bergrettung.

## Besetzung

### Hauptdarsteller
| Schauspieler       | Rollenname          | Rolle                          |
| ------------------ | ------------------- | ------------------------------ |
| Sebastian Ströbel  | Markus Kofler       | Leiter der Bergwacht           |
| Markus Brandl      | Tobias Herbrechter  | Bergretter, Sohn von Peter     |
| Luise Bähr         | Katharina Strasser  | Sanitäterin, Tochter von Peter |
| Martin Klempnow    | Toni Stössl         | Bergretter, Bergshop-Besitzer  |
| Robert Lohr        | Michael Dörfler     | Hubschrauberpilot              |
| Gundula Niemeyer   | Dr. Verena Auerbach | Ärztin                         |
| Stefanie von Poser | Emilie Hofer        |                                |
| Heinz Marecek      | Franz Marthaler     |                                |
| Michael König      | Peter Herbrechter   | Vater von Tobias und Katharina |

### Episodendarsteller
| Schauspieler          | Rollenname                    |
| --------------------- | ----------------------------- |
| Sinja Dieks           | Pia Hoefling                  |
| Gisa Zach             | Karin Junker                  |
| Tamara & Laura Graser | Martha Meier                  |
| Jaschka Lämmert       | Tina Meier                    |
| Maximilian Held       | Simon Junker                  |
| Wolfgang Hundecker    | Vermieter (Ferienappartement) |

## Rezeption

### Einschaltquoten
Die Erstausstrahlung am 12. November 2015 im ZDF verfolgten insgesamt 5,11 Millionen Zuschauer, was einem Marktanteil von 16,5 % beim Gesamtpublikum entsprach. Bei den Jüngeren zwischen 14 und 49 Jahren schalteten 0,70 Millionen (6,6 % Marktanteil) ein. Diese Werte waren die Bestwerte der siebten Staffel.